# Like a Virgin (pjesma)
"Like a Virgin" je najavni singl američke pjevačice Madonne s istoimenog albuma. Kao singl je izdan 6. studenog 1984. pod Sire Recordsom. Pjesma je bila velika uspješnica, a danas je jedna od Madonninih najpoznatijih pjesama. Pojavljuje se i na kompilacijama najvećih hitova iz 1990. The Immaculate Collection i 2009. Celebration. Prema izboru Rolling Stone časopisa i MTV-u je izabrana kao 4. najbolja pop pjesma svih vremena.

## O pjesmi
Billy Steinberg i Tom Kelly su napisali pjesmu, a Kelly ju je i otpjevao na demosnimci. U razgovoru za Songfacts, Steinberg je izjavio:
Kada je Madonna snimila pjesmu, još se uvijek moglo čuti kao da to pjeva Tom 'When your heart beats, and you hold me, and you love me...' Madonna je to poslušala jako dobro, jer završetak pjesme zvuči indetično kao i demosnimka. Rijetko se kada dogodi da netko tako proučava demosnimku i iskoristi sve za originalnu verziju. Na neki smo način počašćeni time.
Madonna je svojom izvedbom ove pjesme na MTV-jevoj dodjeli nagrada 1984. ušla u povijest kada je bila obučena u vjenčanicu i kada se bacala i vrtila po podu da su joj se vidjele i gaćice. Nastup je ostao jedan od najupamtljivijih nastupa uživo u povijesti MTV-jevih nagrada.
Kako je pjesma imala sličan ritam kao i Jacksonov hit "Billie Jean" i "I Can't Help Myself" grupe The Four Tops, Madonna je to iskoristila za 1985. za vrijeme The Virgin Tour pa je uključila neke elemente ovih pjesama u svoj hit. Isto je napravila s pjesmom "I Can't Help Myself" 1987. na Who's That Girl Tour.
Prema časopisu Q,2003. godine Madonnini fanovi su birali 20 najboljih Madonninih singlova. "Like a Virgin" su smjetili na 5. mjesto.

## Uspjeh pjesme
"Like a Virgin" je postao prvi od 12 Madonninh brojeva 1 na američkoj Hot 100 ljestvici. Na 1. mjestu se zadržala 6 tjedana i 10. siječnja 1985. dobila zlatnu certifikaciju za prodanih više od 1.000.000 primjeraka singla. Singl je dospio na 1. mjesto Hot Dance Club Play ljestvice i bio prvi Madonnin singl unutar Top 10 na Hot R&B/Hip-Hop Songs ljestvice.
Pjesma je na Hot 100 ljestvici debitirala na 48. mjestu a penjala se jako brzo prem vrhu i trebalo joj je ukupno 6 tjedana. Ovo je bio prvi Top 5 singl s albuma od njih ukupno četiri. Unutar Top 10 se nalazio devet tjedana, unutar Top 20 jedanaest tjedana a unutar Top 40 četrnaest tjedana.
U ostatku svijeta se singl uglavnom penjao na vrh ljestvica ili bio u Top 5 singlova. U Ujedinjenom Kraljevstvu je dospio na 3. mjesto ali je prodan u 760.000 kopija te tako postao drugi najuspješniji Madonnin singl u UK. Ovo je bio prvi Madonnin broj 1 u Australiji, Kanadi i Japanu.

## Glazbeni video
Glazbeni video za pjesmu je snimljen u srpnju 1984. pod redateljskom palicom Mary Lambert u Veneciji i djelomično u New Yorku. Prikazuje Madonnu kako se vozi u gondoli, i trči okolo u vjenčanici a u spotu se pojavljuje i lav.
U svrhu promocije Live – The Virgin Tour je korištena snimka "Like a Virgin" koja je snimljena u Detroitu za vrijeme The Virgin Tour. Ova verzija je nominirana za MTV-jevu nagradu u kategoriji najbolje koreografije.
Izvedba uživo s Blond Ambition Tour snimljena u Parizu, je izdana kao glazbeni video9. svibnja 1991. u svrhu promocije dokumentarnog filma Truth or Dare. Ova verzija je nominirana za MTV-jeve nagrade u kategorijama najboljeg ženskog videa i najbolje koreografije.

## Live nastupi
"Like a Virgin" je doživio svoju prvu premijeru uživo 1984. na MTV-jevoj dodjeli nagrada kada je Madonna izašla na pozornicu iz velike svadbene torte obučena u vjenčanicu i veo. Izvedba je postala jedna od najpamtljivijih s MTV-jevih dodjela.
Pjesmu je izvela na 5 od 8 svojih turneja. Prvo ju je izvela 1985. na The Virgin Tour. Također je bila ubučena u vjenčanicu, a pjesma je bila izvedena u izvornom obliku s elementima Jacksonove pjesme "Billie Jean". 1987. na Who's That Girl Tour izvela ju je s elementima "I Can't Help Myself" grupe The Four Tops.
1990. ju je izvela na Blond Ambition Tour u aranžmanu istočnjačkih zvukova. Obučena u zlatni korzet simulirala je masturbaciju na krevetu. Izvedba je privukla veliku pažnju. U filmu Truth or Dare su prikazani problemi s kanadskom policijom koja je htjela zabraniti koncert ako ne promjeni ovu izvedbu. Madonna to nije napravila ali nikada i nije bila uhićena. Na sljedećoj turneji The Girlie Show 1993., Madonna je odbacila vjenčanicu i obukla odjelo i uzela stil Marlene Dietrich. Pjesmu je pjevala s njemačkim naglaskom.
U travnju 2003. izvela je pjesmu na traženje publike na Tower Records NYC. Kasnije se pjesma emitirala na NBC-u. Publika je tražila pjesmu jer je Madonna spomenula VIRGIN records. Pjesmu je iste godine izvela na MTV-jevoj dodjeli nagrada zajedno s Christina Aguilera i Britney Spears. Obje su bile obučene u vjenčanice i počele su pjevati pjesmu, zatim se pojavila Madonna i zajedno su pjevale pjesmu "Hollywood". Nastup je ostao zapamćen jer se Madonna poljubila s obje djevojke.
Za vrijeme Confessions Tour 2006. pjesma se smjetila u jahački segment koncerta. Pjesmu je izvodila na ringišpil konju a pjesma je obrađena u verziji s više basa. Dok je Madonna pjevala, na ekranu iza nje su se pojavljivale rendgenske snimke Madonne nakon pada s konja na njezin 47. rođendan.
Na Sticky & Sweet Tour 2008. je Madonna nekoliko puta izvela pjesmu na zahtjev publike. To se dogodio i u Rimu. Prije nego što je počela pjevati izjavila je: "Želim posvetiti ovu pjesmu Papi Benediktu XVI jer sam i ja dijete Božje i on me voli." Jedan od koncerata gdje je pjevala ovu pjesmu je i Argentina gdje je izvršeno snimanje za DVD izdanje turneje.

## Track listing
7" Singl
1. "Like a Virgin" - 3:38
2. "Stay" - 4:04

12" Singl
1. "Like a Virgin" (Extended Dance Remix) - 6:04
2. "Stay" - 4:04

## Službene verzije
1. Album Version (3:38)
2. QSound Mix (3:10) s albuma The Immaculate Collection
3. Edit (3:10) s albuma Celebration
4. Extended Dance Remix (6:04) dostupno na re-izdanju albuma iz 2001.
5. Live (6:04) snimka s Confessions Tour 2006.

## Postignuća
- "Like a Virgin" je proglašena 4. najboljom pop pjesmom svih vremena prema Rolling Stone časopisu i prema MTV-u
- Pjesma je proglašena 10. naboljom pjesmom u zadnjih 25 godina prema VH 1.
- Pjesma je proglašena 9. naboljom pjesmom 80-ih prema VH1.
- Pjesma je proglašena 95. naboljom pjesmom Billboard Hot 100 ljestvice
- Glazbeni video je proglašen 61. najboljim videom prema VH1.

## Na ljestvicama
| Ljestvica (1984/1985)                       | Pozicija |
| ------------------------------------------- | -------- |
| Australija                                  | 1        |
| Austrija                                    | 8        |
| Kanada                                      | 1        |
| Nizozemska                                  | 4        |
| Europa                                      | 2        |
| Francuska                                   | 8        |
| Njemačka                                    | 4        |
| Irska                                       | 4        |
| Italija                                     | 14       |
| Japan                                       | 1        |
| Norveška                                    | 8        |
| Švicarska                                   | 9        |
| Švedska                                     | 15       |
| Ujedinjeno Kraljevstvo                      | 3        |
| SAD Billboard Hot 100                       | 1        |
| SAD Billboard Hot Adult Contemporary Tracks | 29       |
| SAD Billboard Hot R&B/Hip-Hop Songs         | 9        |
| SAD Billboard Hot Dance Club Play           | 1        |